# Marcus-kochia
Marcus-kochia je biljni rod iz porodice krstašica (Brassicaceae), dio je tribusa Malcolmieae.
Postoje 4 vrste jednogodišnja biljka i polugrmova u zemljama zapadnog Sredozemlja Afrike i Europe..  

## Vrste
1. Marcus-kochia arenaria (Desf.) Al-Shehbaz
2. Marcus-kochia littorea (L.) Al-Shehbaz
3. Marcus-kochia ramosissima (Desf.) Al-Shehbaz
4. Marcus-kochia triloba (L.) Al-Shehbaz

## Sinonimi
- Pseudomalcolmia Fern.Prieto, Sanna, Arjona & Cires; Doc. Jard. Bot. Atlántico 11: 282 (2014)